# صومعه تاتو
صومعه تاتِو یا مجموعه کلیسای تاتِو (به ارمنی Տաթևի վանք - به انگلیسی Tatev monastery)، صومعه‌ای است مرتبط به کلیسای حواری ارمنی، متعلق به سده نهم میلادی که در ۲۵۰ کیلومتری جنوب شرقی ایروان، نزدیکی روستای تاتو در استان سیونیک، ساحل راست رود وروتان واقع شده‌است. صومعه تاتِو یا مجموعه کلیسای تاتِو متشکل از سه کلیسا به نام‌های (کلیسای بوغوس پطرس مقدس، کلیسای مریم مقدس و کلیسای گریگور مقدس) تشکیل شده‌است. در سال ۱۹۹۵ میلادی به عنوان میراث جهانی یونسکو ثبت شده‌است. در سده‌های چهاردهم و پانزدهم میزبان یکی از مهم‌ترین دانشگاه‌های قرون وسطی ارمنستان به نام «دانشگاه تاتو» بوده‌است. دانشگاه تاتو وقف ترویج علم، مذهب، فلسفه و تکثیر کتاب‌ها و پیشرفت نگارگری ارمنی شده بود.

## تاریخ
صومعه از زمان پیش از میلاد مسیح مورد استفاده بود و یک معبد مهرپرستی در آن قرار داشت. در طی سده چهارم و فراگیر شدن مسیحیت در سرزمین ارمنستان، آن معبد به کلیسایی ساده تبدیل شد. توسعه صومعه در سده ۹ میلادی و هنگامی که تاتِو به مقر اسقفی سیونیک بدل شد، آغاز گردید. استپانوس اربلیان تاریخ‌نگار می‌گوید در سال ۸۹۸ میلادی و با کمک‌های مالی «شاهزاده فیلیپ سیونیک»، کلیسای جدیدی در نزدیکی کلیسای قدیمی ساخته شد. با افزایش اهمیت اقتصادی و سیاسی این مرکز، ساختمان قدیمی دیگر احتیاجات را تأمین نمی‌کرد، بنابراین اسقف «هوانس (جان)» با جلب حمایت‌های مالی «شاهزاده آشوت» خاندان سیونیک توانست صومعه جدیدی را بنا کند. در آغاز سده ۱۱ صومعه میزبان ۱۰۰۰ راهب و صنعتگر بود.
در سال ۱۰۴۴ میلادی «کلیسای مریم مقدس» و ساختمان‌های اطراف آن در طی هجوم نیروهای نظامی کشور همسایه تخریب شد اما در فاصله کوتاهی پس از آن مورد مرمت و بازسازی قرار گرفت. در سال ۱۸۰۷ میلادی کلیسای مریم مقدس در قسمت شمالی صومعه ساخته شد. در سده ۱۲ میلادی، پس از حمله سلجوقیان و رخداد زلزله‌ای، صومعه آسیب گسترده و قابل توجهی را متحمل شد. در سال ۱۱۷۰ میلادی، ترکان سلجوقی در طی حمله‌ای باعث خسارات بیش تر و سوزاندن ۱۰۰۰۰ نسخه خطی شدند. صومعه تاتو در اواخر سده ۱۳ میلادی به تلاش اسقف استفانوس بازسازی شد. در زمان حمله‌های تیمور لنگ به سیونیک، صومعه تاتو مورد غارت و سوختگی قرار گرفت و بخش قابل توجهی از املاک صومعه به تاراج رفت. در طی حکومت شاهرخ فرزند تیمور لنگ، صومعه تاتو دوباره مورد دست درازی تیموریان قرار گرفت. صومعه تاتِو در طی سده ۱۷ و ۱۸ میلادی ساختمان‌های قدیمی مورد بازسازی قرار گرفتند و ساختمان‌های جدیدی به مجموعه اضافه شد. اما در سده ۱۸ میلادی بار دیگر توسط آقامحمدخان قاجار مورد حمله قرار گرفت.

## معماری

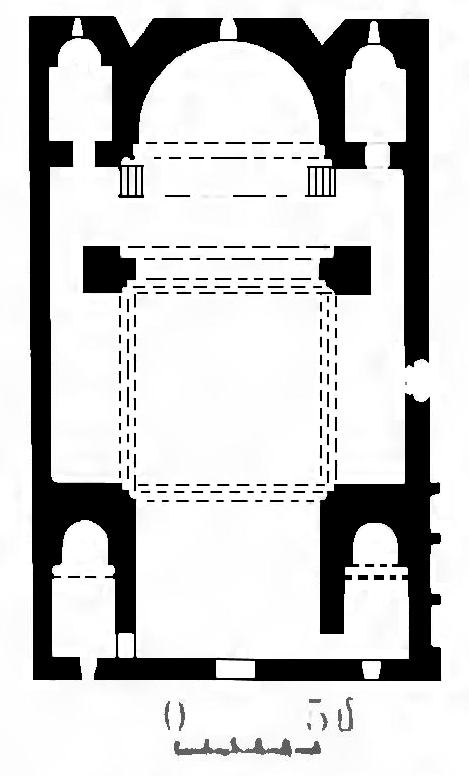
نقشه کلیسای بوغوس پطرس مقدس

ساختمان کلیسا مستطیلی شکل است و از غرب تا شرق گسترش می‌یابد. ساختمان کلیسا شامل یک گنبد مرکزی، دو ستون در قسمت شرقی آن، محراب و قربان‌گاه است. دیوارهای داخلی و خارجی کلیسا با سنگ‌های برش خورده پوشانده شده‌اند. دیوارها و گنبد کلیسا دارای پنجره‌هایی باریک اند که باعث روشنایی شبستان می‌شوند. در سال ۹۳۰ میلادی به تلاش «اسقف هاکوپ» دیوارها به نقاشی‌های دیواری مزین شدند که امروزه برخی از آن‌ها باقی مانده‌اند. مقبره گریگور تاتواتسی، در این کلیسا واقع شده‌است. «گاوازان» یک ستون ۸ متری با یک صلیب خاچکار متعلق به سده ۱۰ میلادی و در جنوب کلیسا قرار دارد. هدف اصلی ساخت این ستون، آگاه شدن از وقوع زلزله بوده و پس از وقوع زلزله و حرکتش، آن را به حال اول برمی‌گرداندند.
«آسیاب سنگی دزیت هان» در سده ۱۷ میلادی و بیرون از دیوارهای صومعه ساخته شد. آسیاب سنگی صومعه برای تولید روغن کاربرد داشت. کارگران آسیاب ابتدا دانه‌های کنجد، خردل، کتان و دیگر گیاهان را خشک کرده و پس از له کردن آن‌ها، دانه‌ها را زیر آسیاب قرار می‌دادند. روغن حاصل از آسیاب طریق شیارهای سنگی به درون ظروف شیشه‌ای بزرگ هدایت می‌شدند و روغن به دست آمده صرف احتیاجات غذایی و دفاعی صومعه می‌شد و باقی آن به فروش می‌رفت.

## نگارخانه

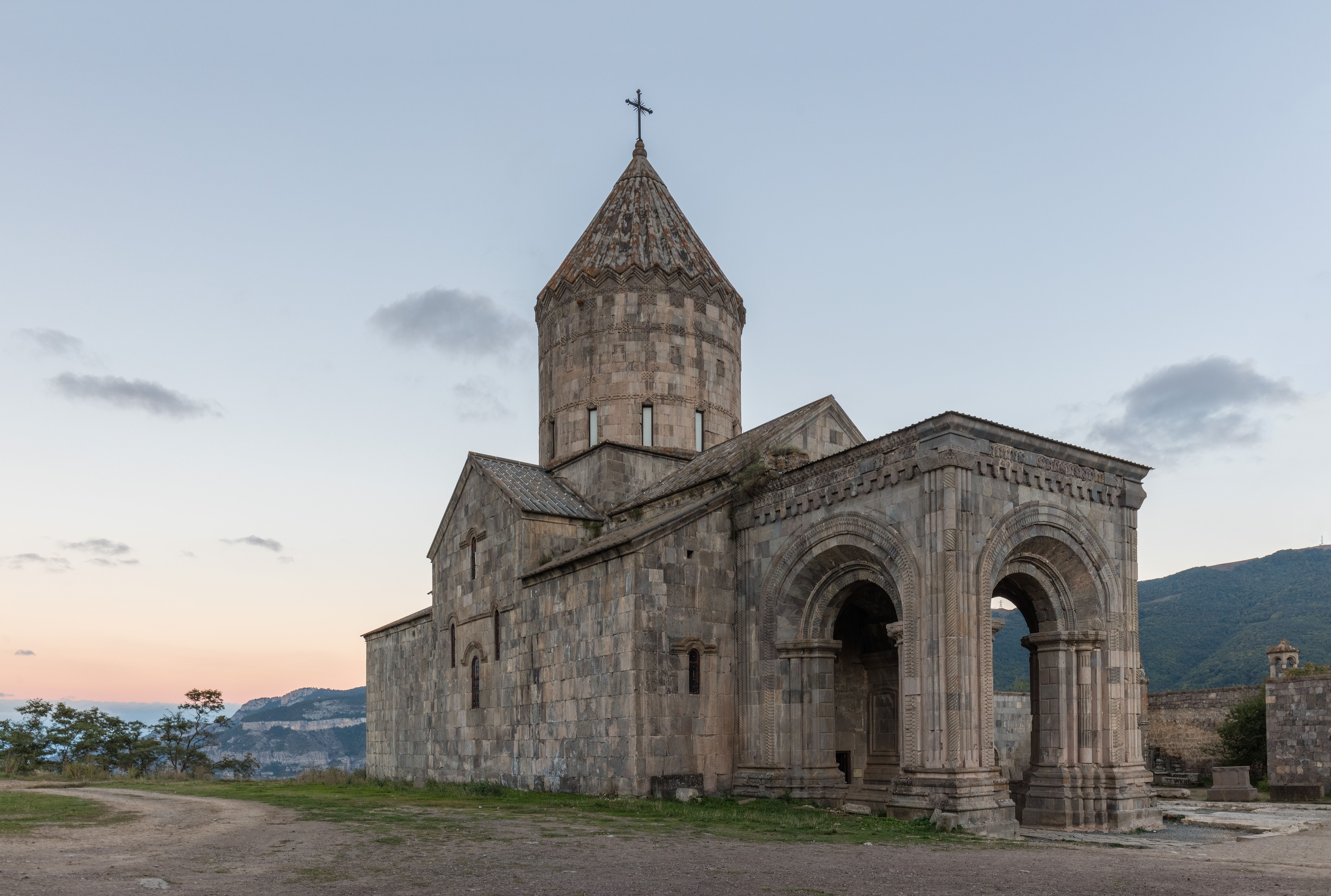
صومعه تاتِو
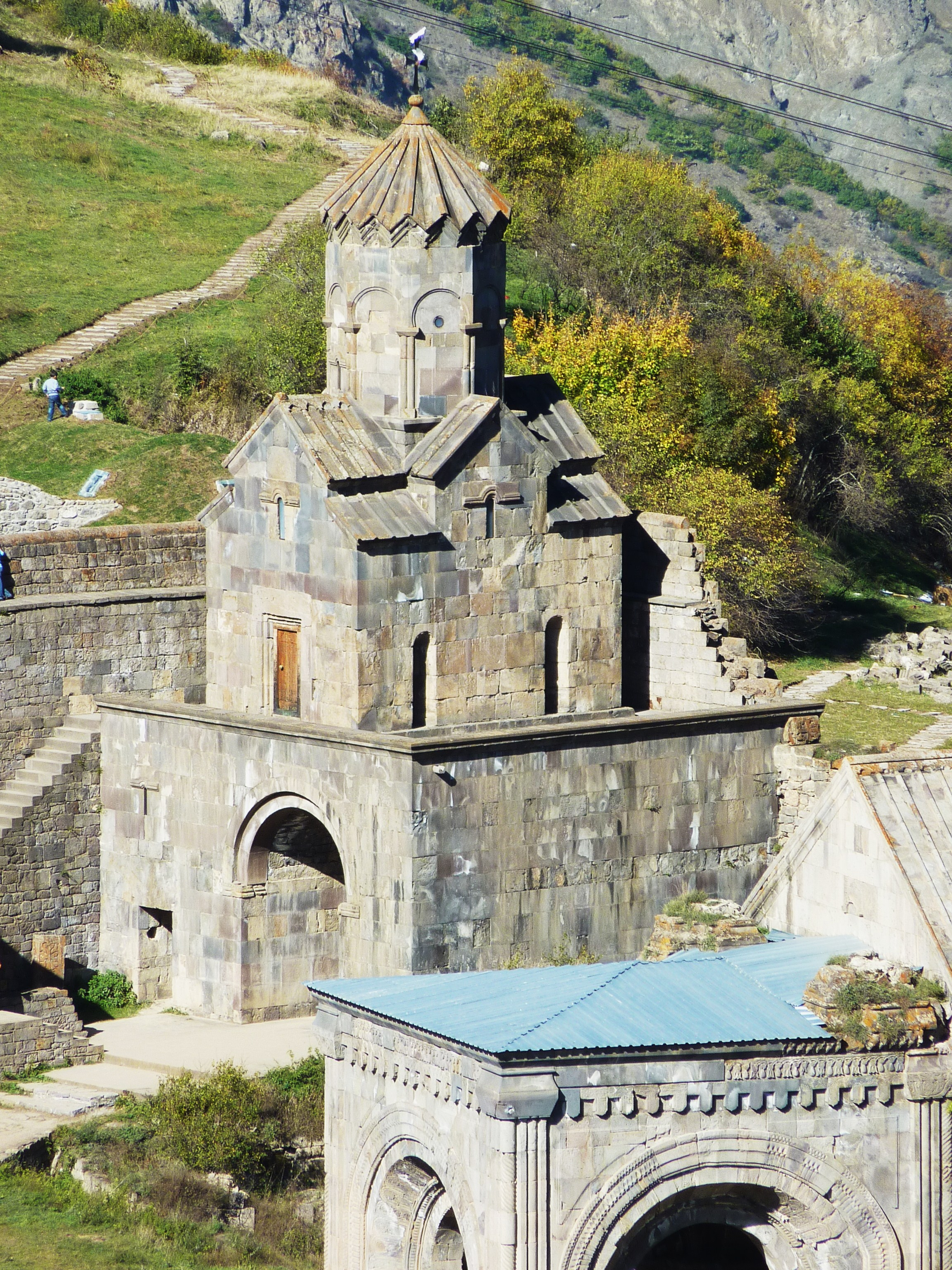
کلیسای مریم مقدس
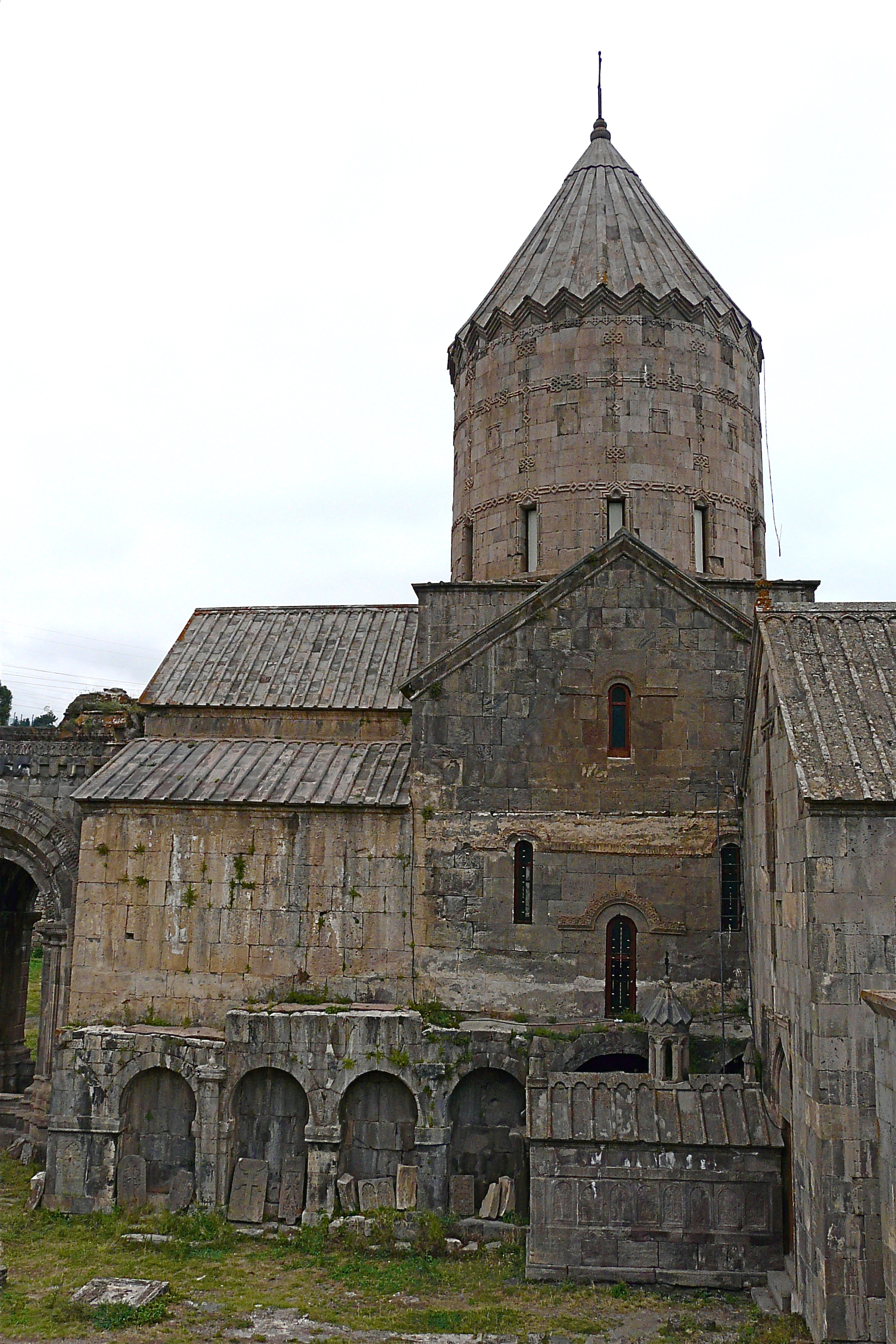
کلیسای بوغوس پطرس مقدس
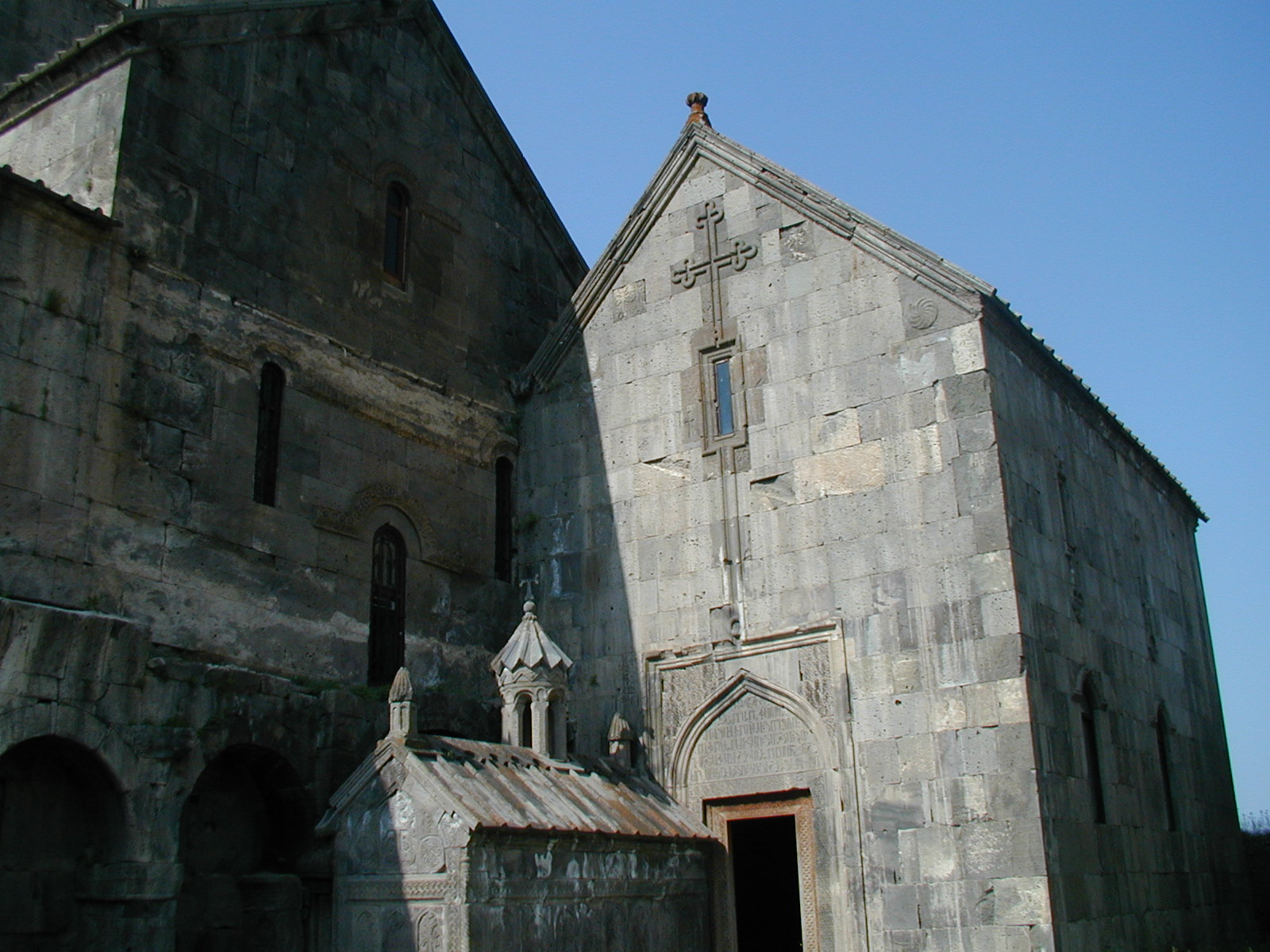
کلیسای گریگور مقدس
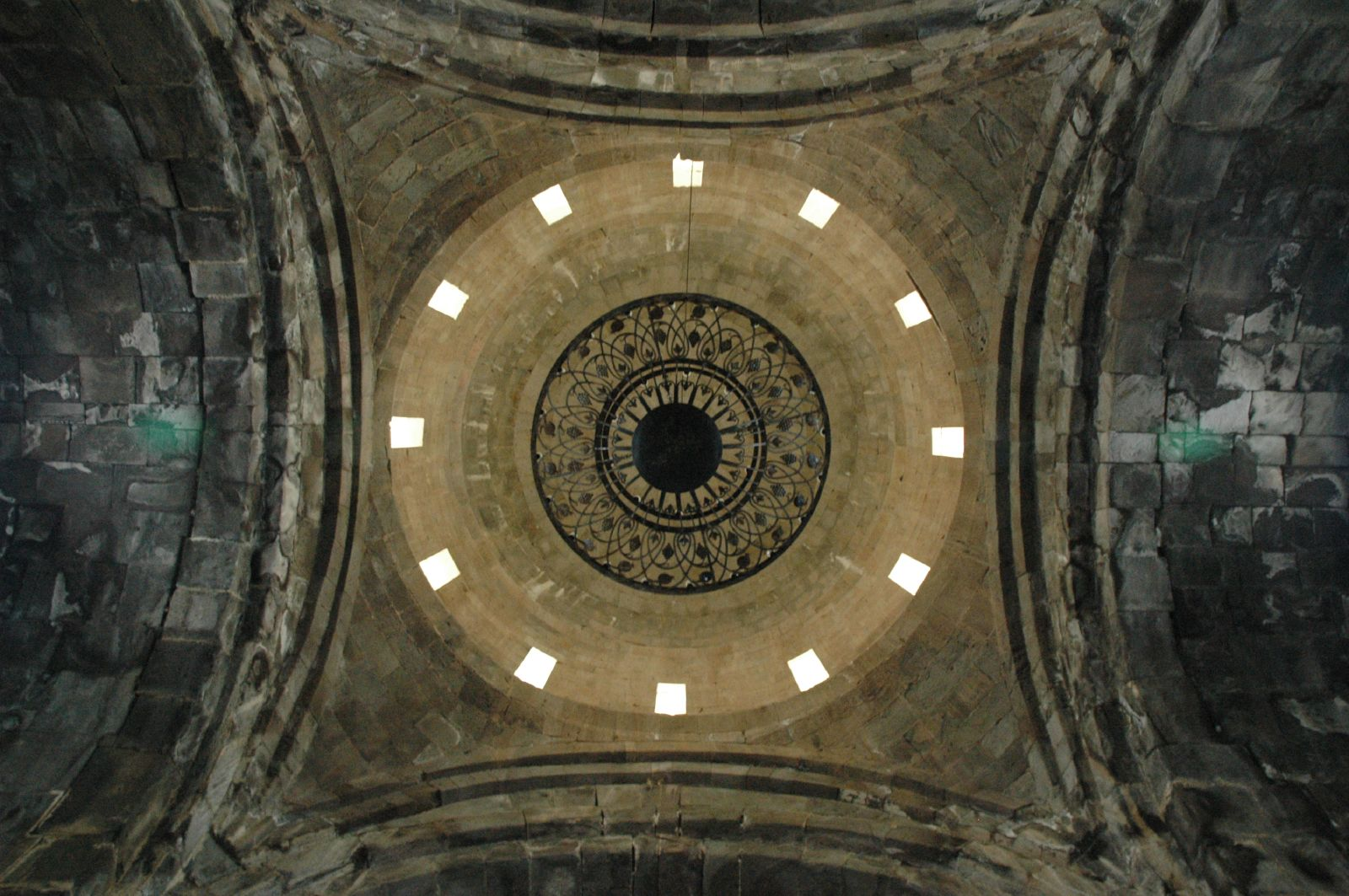
گنبد کلیسا
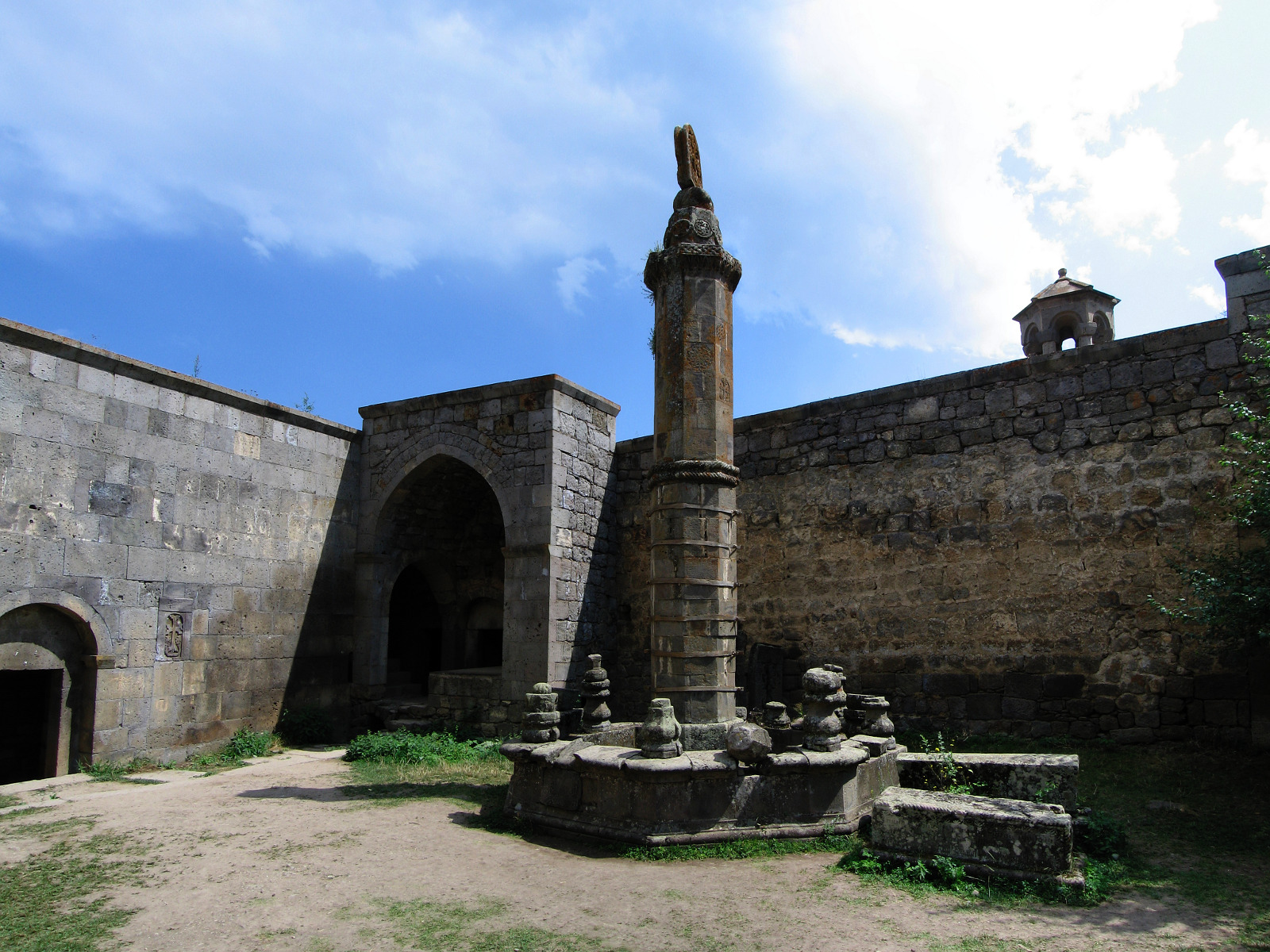
گاوازان
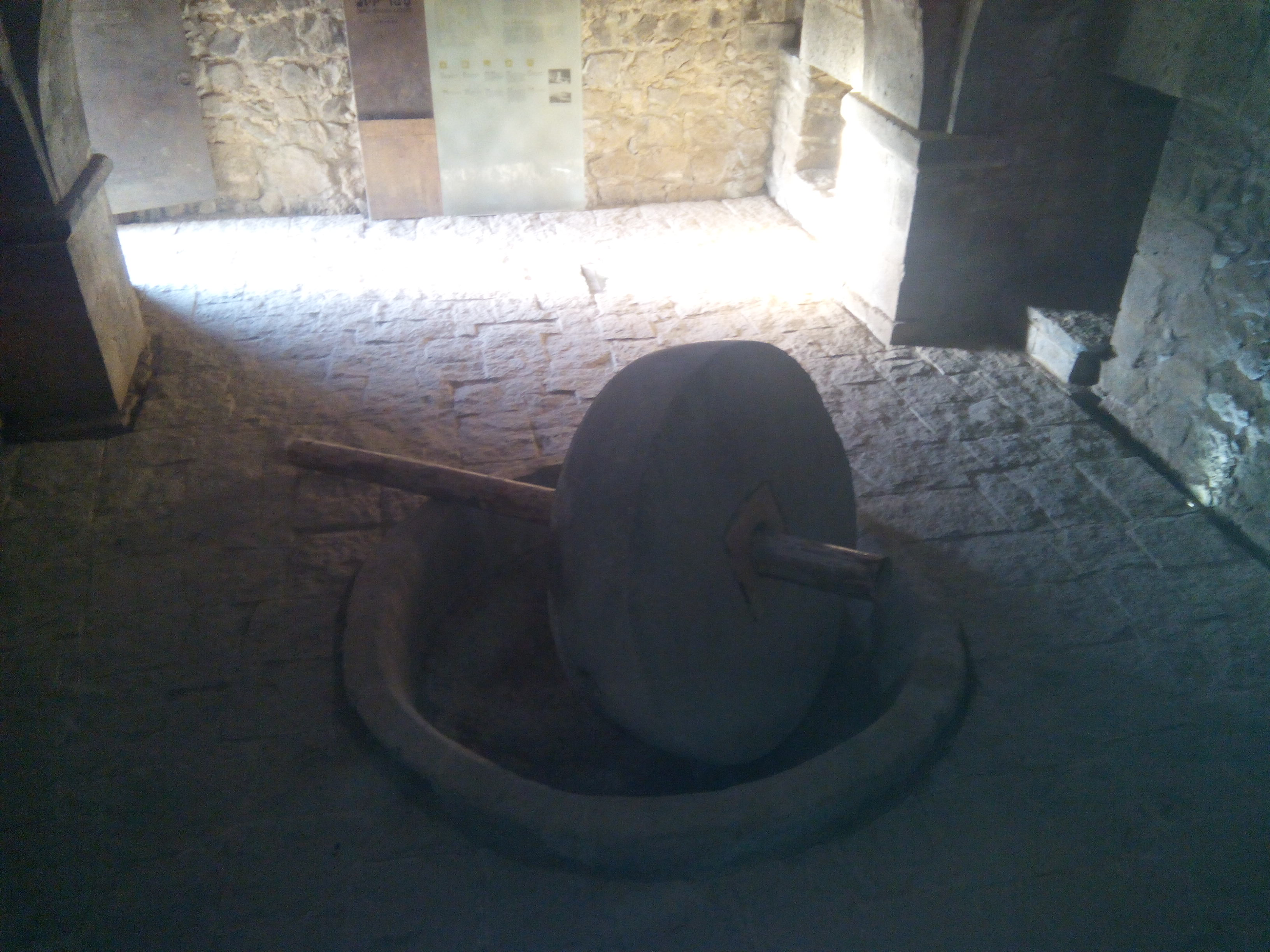
آسیاب سنگی دزیت هان
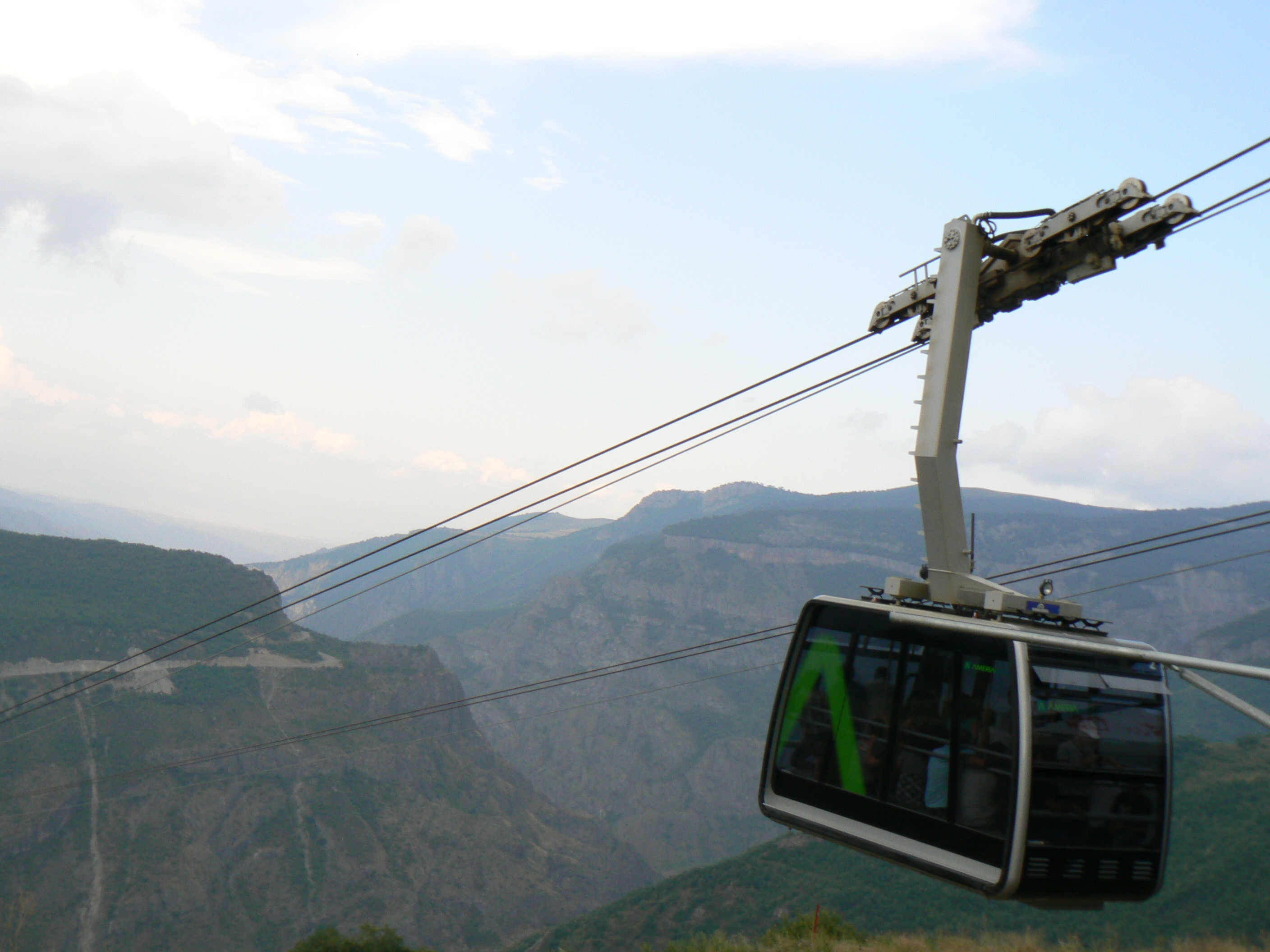
بال‌های تاتو
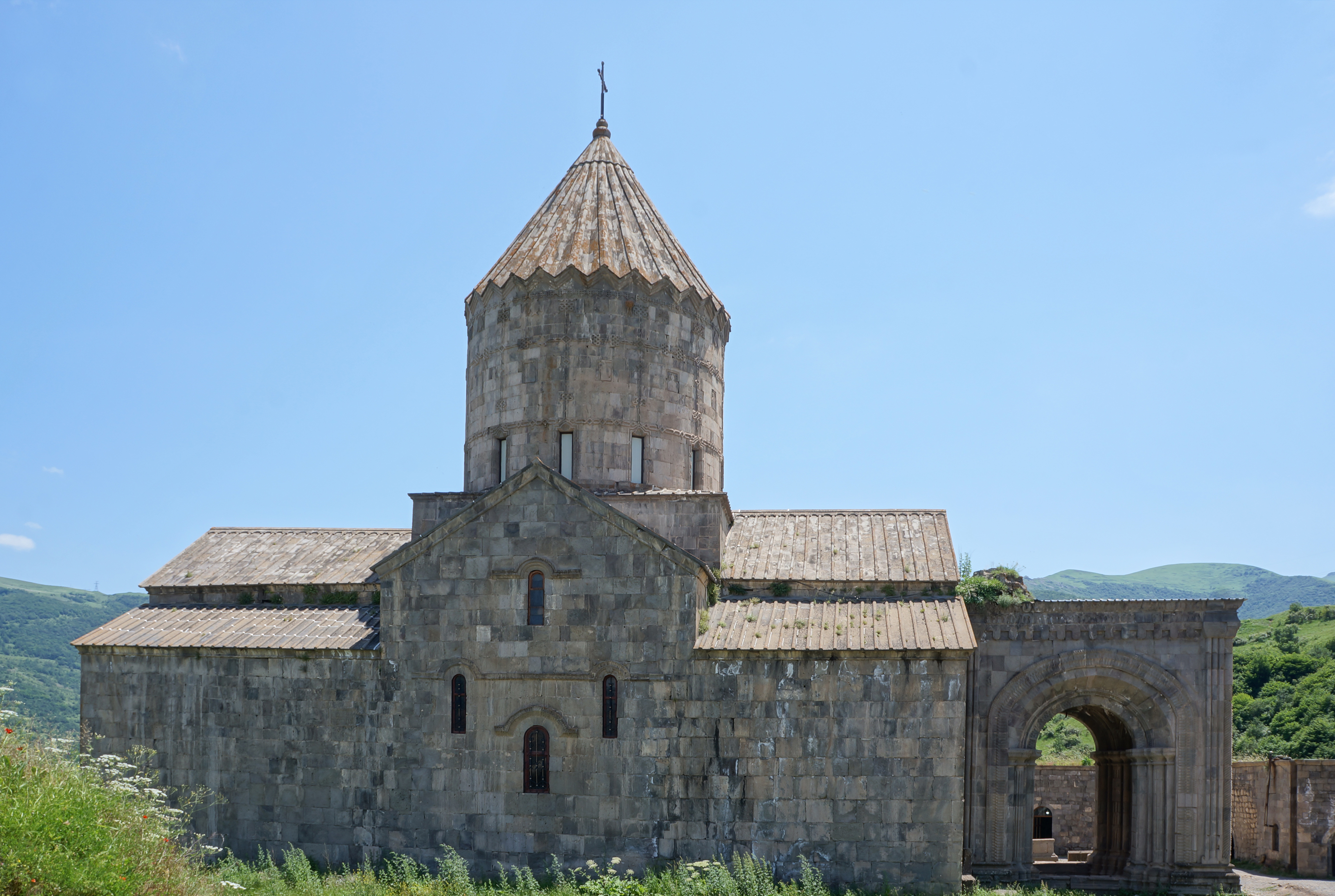
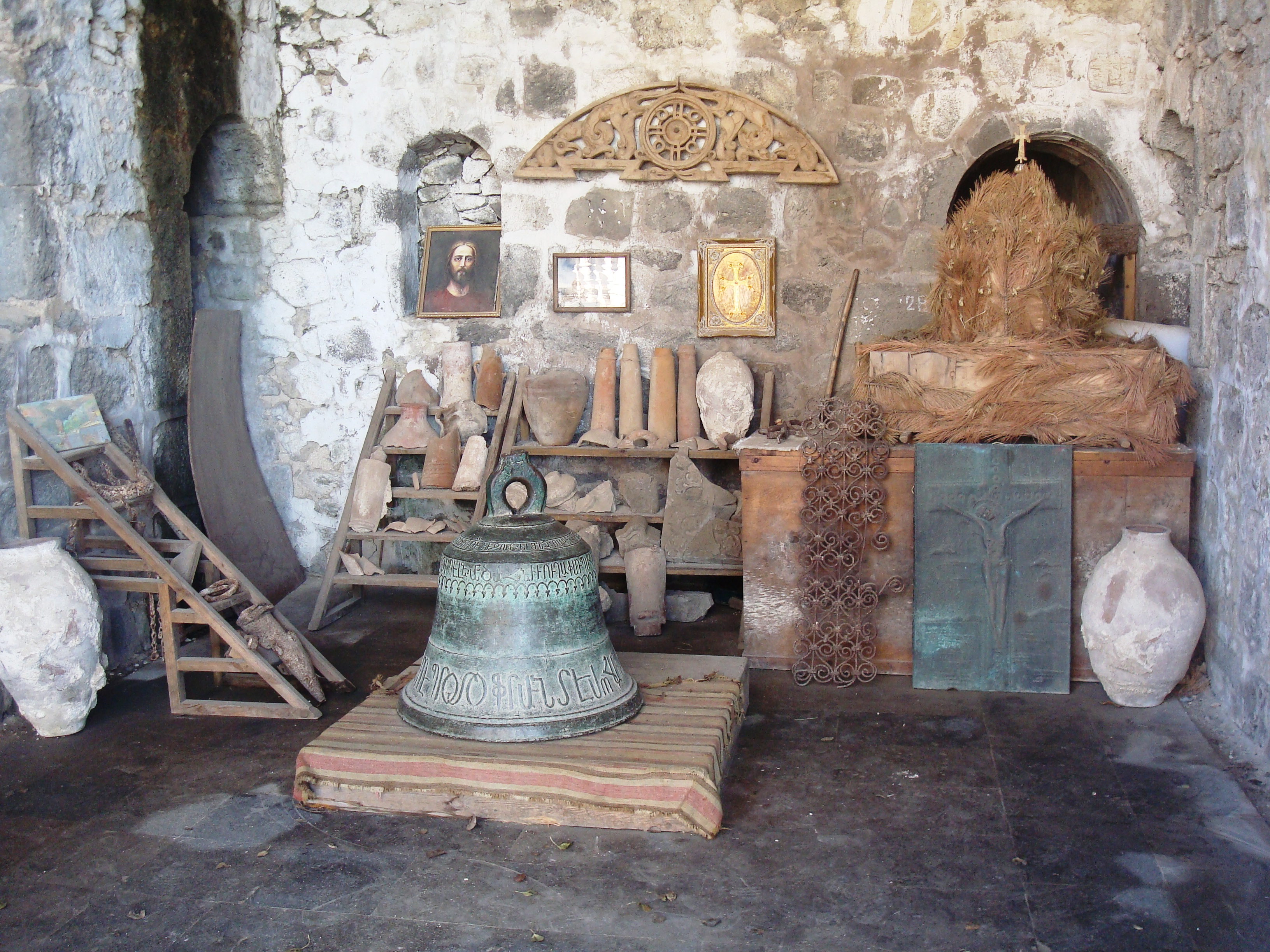

## جستارهای ویژه
- بال‌های تاتو